# Bjäresjö
Bjäresjö är en småort i Ystads kommun och kyrkby i Bjäresjö socken i Skåne. Orten har 90 invånare (2010) och en yta på 12 hektar.
Här ligger Bjäresjö kyrka.